# Hubera ceramensis
Hubera ceramensis är en kirimojaväxtart som först beskrevs av Jacob Gijsbert Boerlage, och fick sitt nu gällande namn av Chaowasku. Hubera ceramensis ingår i släktet Hubera och familjen kirimojaväxter. Inga underarter finns listade i Catalogue of Life.